# Kranjci (Labin)
Kranjci je naselje u Republici Hrvatskoj, u sastavu Grada Labina, Istarska županija. 

## Stanovništvo
Prema popisu stanovništva iz 2001. godine, naselje je imalo 96 stanovnika te 38 obiteljskih kućanstava.
| broj stanovnika |       |       | 76    | 75    | 96    | 105   |       |       | 181   | 170   | 168   | 143   | 136   | 117   | 96    | 95    | 98    |
|                 | 1857. | 1869. | 1880. | 1890. | 1900. | 1910. | 1921. | 1931. | 1948. | 1953. | 1961. | 1971. | 1981. | 1991. | 2001. | 2011. | 2021. |

## Znamenitosti
U Kranjcima se nalazi crkva sv. Flora. Radi se o jednobrodnoj romaničkoj građevini pravokutnog tlocrta s upisanom polukružnom apsidom. U bočnom zidu ugrađena je kamena tranzena (spolija). Na mjestu oltarne pregrade postavljene su dvije kamene ploče, dijelovi sarkofaga ukrašeni geometrijskim motivima. Spolije (tranzena, baza oltara i kamene ploče) potječu od ranije crkve ili su donesene s nekog drugog nalazišta, a mogu se datirati u 7. stoljeće.